# Чемпіон (фільм, 1915)
«Чемпіон» (англ. The Champion; інша назва — Battling Charlie / Champion Charlie / Charlie the Champion) — німий короткометражний фільм Чарльза Чапліна, який вийшов 11 березня 1915. В головних ролях знялися Чарльз Чаплін та Гілберт Андерсон.

## Сюжет
Проходячи по вулиці, Чарлі бачить оголошення: «Потрібен спаринг-партнер, що вміє тримати удар». Вирішивши підзаробити, він приходить за оголошенням і бачить, як виносять одного за іншим інших спаринг-партнерів. Злякавшись, Чарльз засовує в рукавичку підкову і легко перемагає основного бійця. Таким чином, він стає головним претендентом на титул і його чекає сутичка із чемпіоном. А поки він тренується, фліртує з донькою тренера і відваджує афериста, що пропонує здати бій.
Незабаром настає час вирішальної сутички, Чапліну належить зустрітися з чинним чемпіоном, щоб отримати титул головного переможця. Перемога для героя — значить бути переможцем не тільки на рингу, а і в житті. Ця комедія дуже близько межує з драмою, і підкреслює силу духу Чапліна в ролі Маленької людини. Після багатьох раундів відчайдушній битві Чарлі виявляється в критичному стані, і у цей момент йому на виручку приходить його вірний пес, який учепився в суперника. Претендент стає чемпіоном.

## Цікаві факти
1. Це перший зареєстрований фільм про Чапліна, який повинні були показати в Швеції 23 серпня 1915 року. Подія рекламувалася в той час у британській пресі.
2. Фільм був відновлений у 2014 році за допомогою Chaplin Essanay Project та завдяки фінансовій підтримці Музею фільмів Niles Essanay Silent.
3. Реставраційні роботи були проведені в лабораторії Lobster Films. Відсканували фільм в лабораторії L'Immagine Ritrovata. Картина була відновлена Fondazione Cineteca di Bologna та Lobster Films у співпраці з партнерами по збереженню фільмів, з негатива кіноплівки, що зберігається в Британському інституті кіно. Деякі фрагменти були додані з інших збережених фрагментів, як зберігались в архівах.[3]

## У ролях
- Чарлі Чаплін — претендент на титул
- Една Первіенс — дочка тренера
- Ернест Ван Пелт— Спайк Дуган
- Ллойд Бекон — другий спаринг-партнер / суддя
- Лео Вайт — аферист
- Бад Джемісон — Боб Апперкот, чемпіон
- Бен Терпін — торговець
- Гілберт Андерсон — глядач